# Río Bogotá
El río Bogotá  es uno de los ríos más importantes del departamento de Cundinamarca, ubicado en el centro de Colombia. Es el principal cauce fluvial de la sabana de Bogotá. Se considera navegable aunque no posee un amplio caudal. Desemboca en el río Magdalena, que a su vez desemboca en el mar Caribe. A lo largo de su cuenca habitan unos 9.000.000 de personas, de los cuales 8.500.000 pertenecen a la ciudad de Bogotá. Cuenta con una longitud aproximada de 380 km. Presenta altísimos niveles de contaminación. Aunque la contaminación se da desde muy cerca de su nacimiento, la mayor parte de materiales tóxicos y desechos industriales y urbanos los recibe en la ciudad de Bogotá. Desde hace varias décadas se han desarrollado programas e iniciativas para descontaminarlo.

## Partes
Por sus características físicas, así como por sus diferentes niveles de contaminación, se suele dividir el recorrido del río Bogotá en las siguientes tres partes:

### Cuenca Alta
El río Bogotá nace en el páramo de Guacheneque en proximidades del municipio de Villapinzón al norte de Cundinamarca a una altitud de 3.300 m s. n. m. Recorre la provincia de Almeidas y la sabana de Bogotá de norte a sur bañando con su agua los municipios de Cundinamarca: Villapinzón, Chocontá, Suesca, Sesquilé, Gachancipá, Tocancipá, Zipaquirá, Sopó, Cajicá, Chía, Cota; las localidades de Bogotá: Suba, Engativá, Fontibón, Kennedy y Bosa; y continúa en Cundinamarca por Funza, Mosquera y Soacha. En la cuenca alta el río posee un caudal medio de 10 m³/s.

### Cuenca Media
En la ciudad de Bogotá recibe las aguas de los ríos Salitre y el Fucha, así como la mayor parte de los desechos líquidos contaminantes (22 m³/s) y algunos desechos sólidos que lo convierten en un cauce de aguas negras muy contaminadas. Uno de sus principales afluentes es el río Tunjuelo, que nace en el Páramo de Sumapaz en la laguna de Los Tunjos, luego de surtir con sus aguas los embalses de Chisacá y La Regadera.
En las inmediaciones de las localidades de Engativá y Bosa y los municipio de Tocancipá, Chía, Soacha recibe además las aguas de diferentes fábricas. El agua del río se usa para el riego en el distrito La Ramada, úbicado al occidente de la ciudad de Bogotá.

### Cuenca Baja

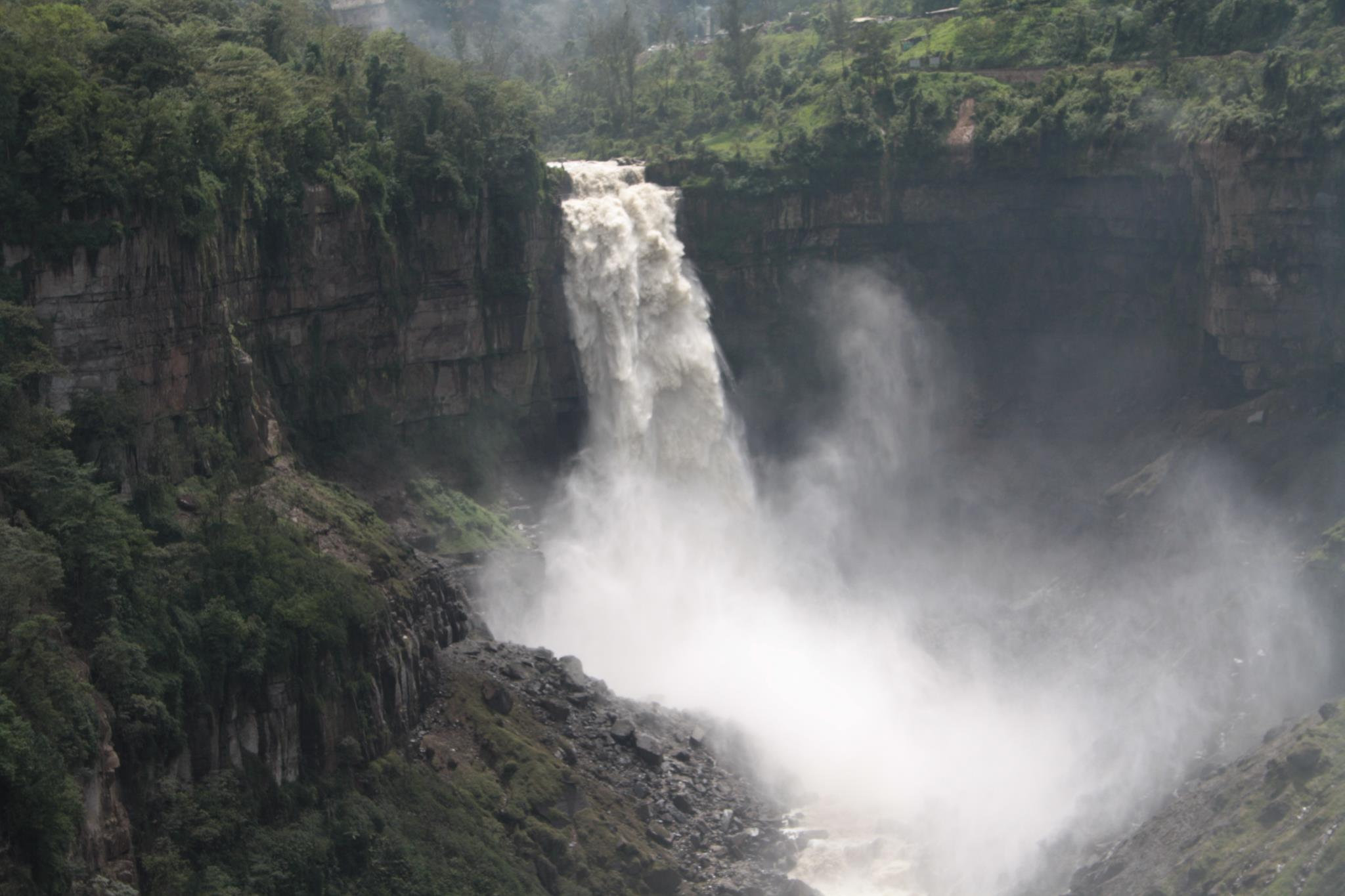
El Salto del Tequendama.

En la mitad de su recorrido el río abandona la Sabana de Bogotá, deja atrás su caudal apacible y se precipita formando el embalse del Muña en el poblado de Chusacá, en el municipio de Soacha, y después el salto del Tequendama, también ubicado en el municipio de Soacha. En este sitio, el río empieza su torrentoso descenso entre encañonados valles en busca del río Magdalena pasando por los municipios de San Antonio del Tequendama, Tena, La Mesa, El Colegio, Anapoima, Apulo, Tocaima, Agua de Dios, Ricaurte y Girardot.
El río Bogotá desemboca a 280 m s. n. m. en el Magdalena, en la ciudad de Girardot, tras descender 3.020 metros.

## Contaminación

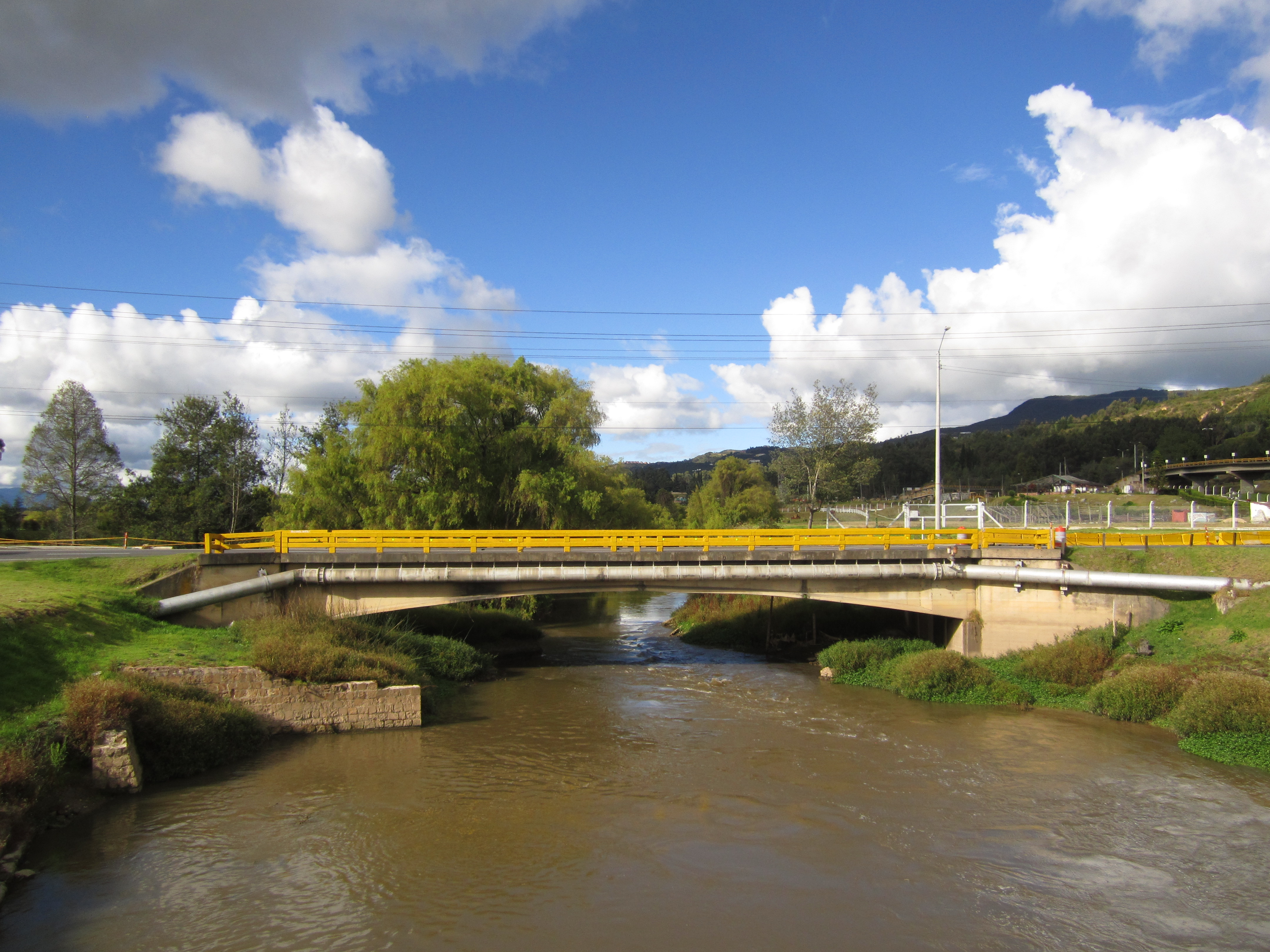
El río a la altura de La Caro.

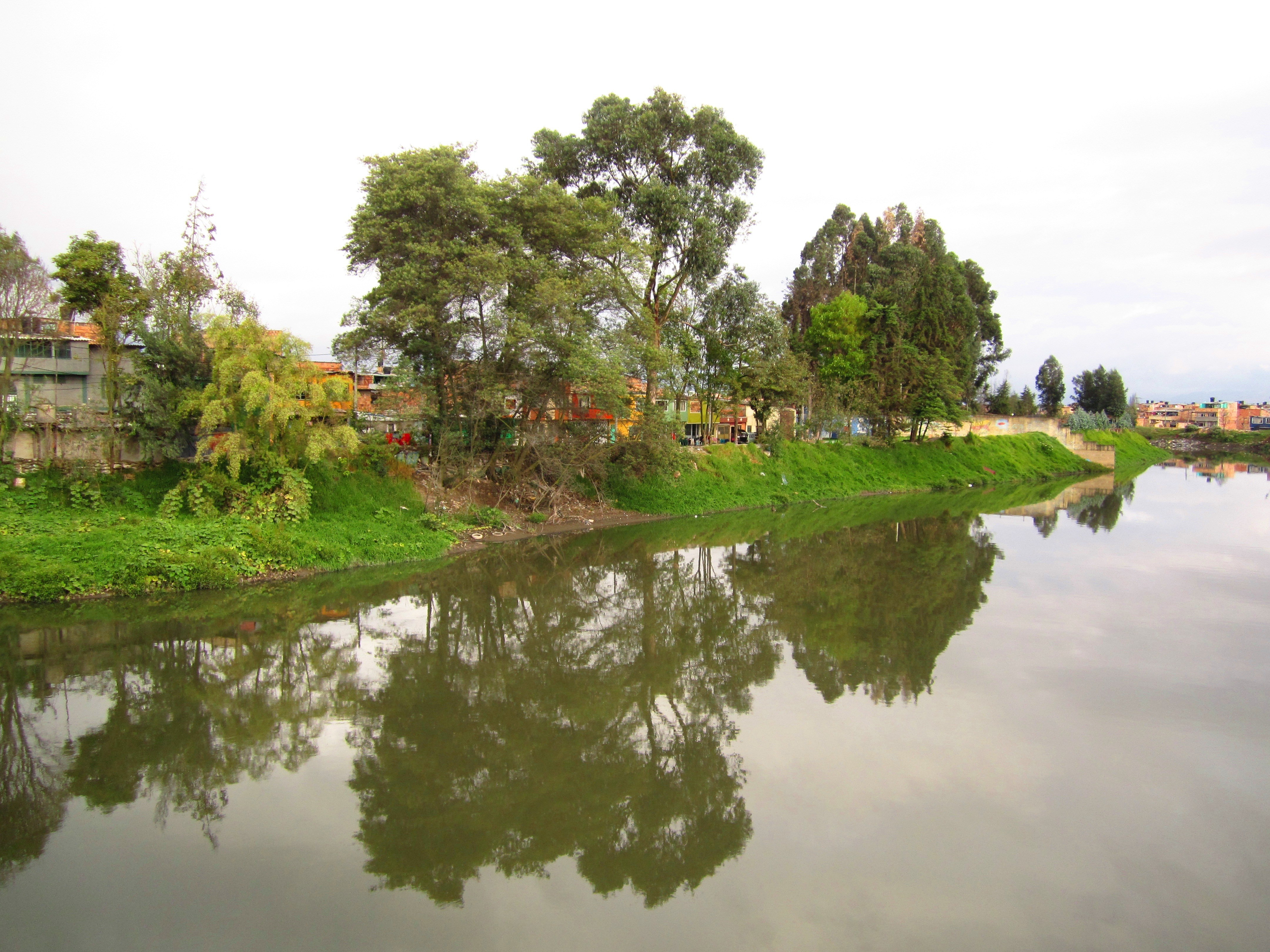
El río cerca de Fontibón.

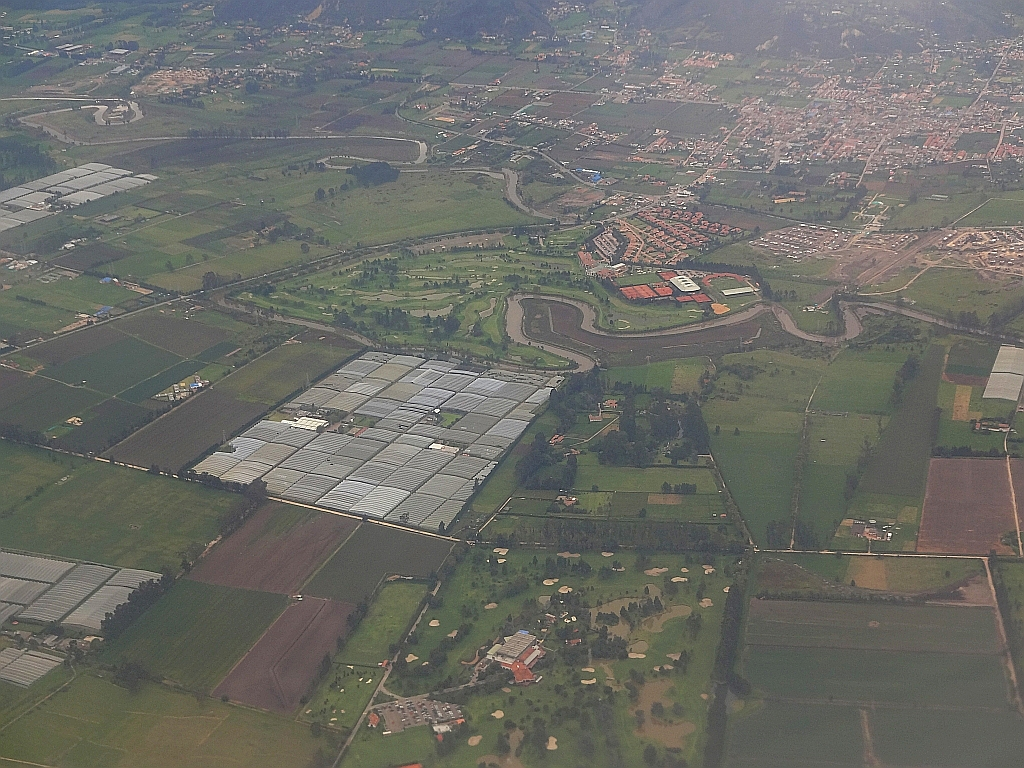
Vista aérea del río Bogotá en el municipio de Cota y la localidad de Suba.

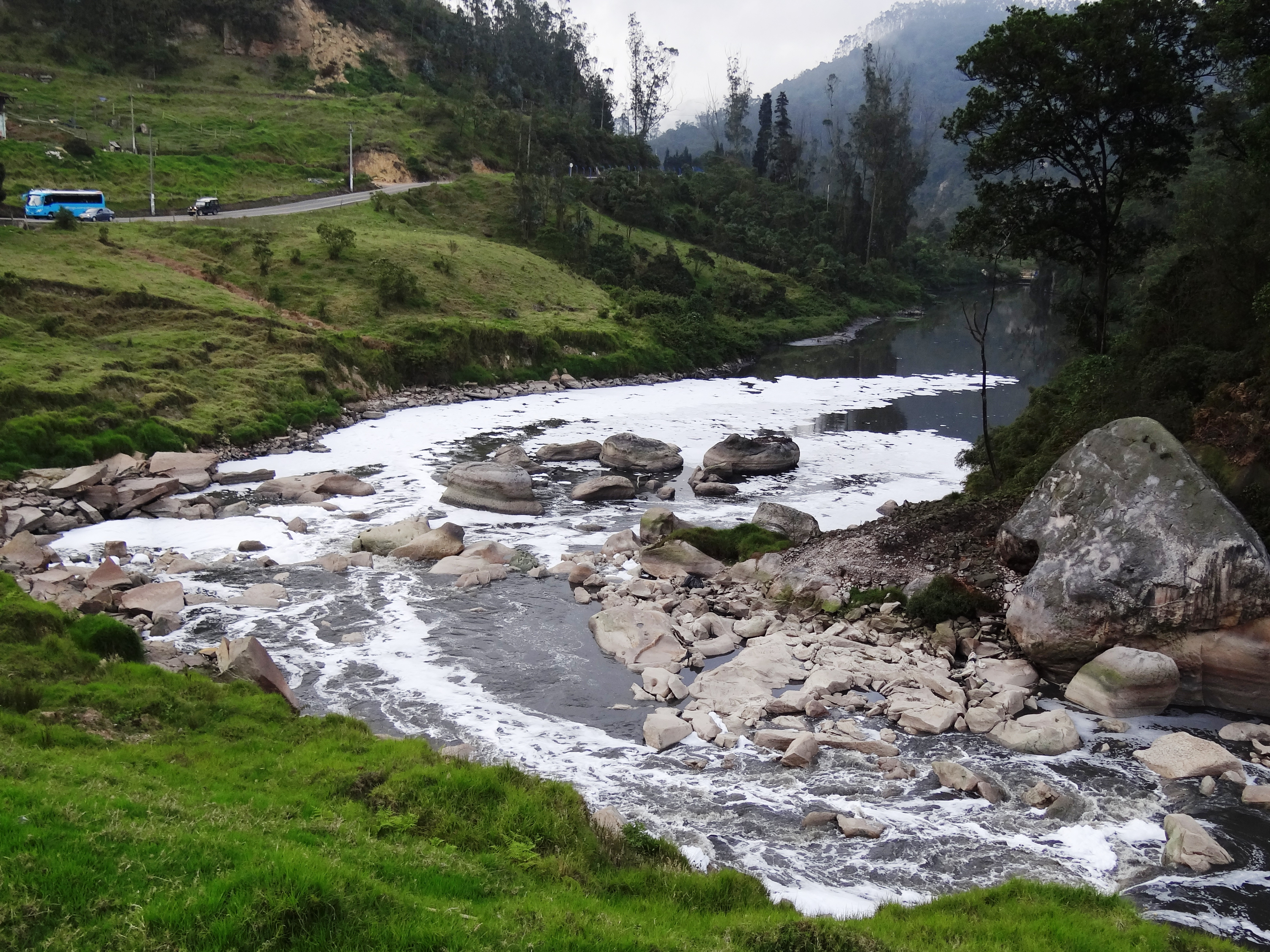
El río tras salir de Soacha.

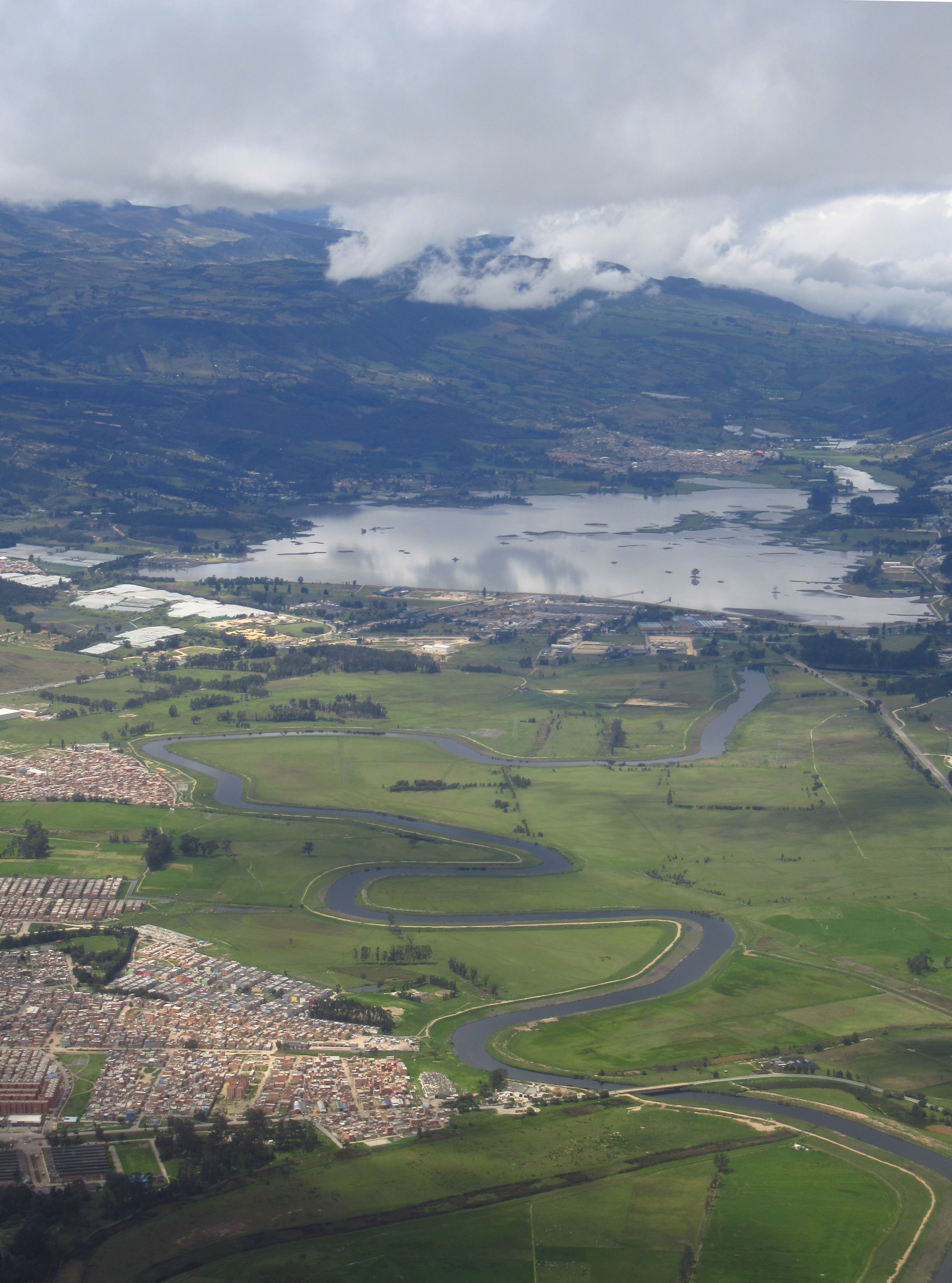
El río Bogotá tras salir del embalse del Muña en Sibaté.

### Aguas residuales urbanas y eutrofización
Desde su nacimiento en el municipio de Villapinzón, en la provincia de Almeidas y a su paso por la ciudad de Bogotá y los municipios circundantes, el río recibe grandes cantidades de aguas residuales sin tratar o parcialmente tratadas, lo que provoca eutrofización, bajos niveles de oxígeno y floraciones de algas tóxicas aguas abajo. Estos efectos se propagan a través de los humedales conectados y llegan a las zonas agrícolas, donde el riego con agua contaminada puede afectar a la salud del suelo y los cultivos, al tiempo que afecta a la biodiversidad acuática y a las redes tróficas fluviales.
Las autoridades han tomado medidas para sancionar a los responsables de esta contaminación; sin embargo, la solución a esta problemática es compleja, ya que la aplicación de sanciones suele afectar a la población económicamente vulnerable que depende de la industria del cuero.
Los desechos de las curtiembres no solo afectan el cauce alto del río Bogotá, sino también a su principal afluente, el río Tunjuelo, debido a que varios artesanos de Villapinzón se han asentado en sus orillas.
El desarrollo industrial de la provincia de Sabana Centro introduce una alta cuota de contaminación en el río que a su paso por la ciudad de Bogotá recibe tres de sus principales afluentes los cuales descargan las aguas residuales provenientes de la ciudad. Los ríos Salitre, el Fucha y el Tunjuelo.
Entre la desembocadura del Juan Amarillo hasta el salto del Tequendama, el Bogotá se considera un río muerto pues no posee vida macrobiótica alguna. Son variadas las causas. Además de la carga de desechos biológicos e industriales aportada por alrededor de ocho millones de habitantes tanto de la capital, como de los municipios de la Sabana, a lo largo de este tramo el río es un típico río de planicie, es decir, con un mínimo de velocidad, lo que acentúa su septicidad y hace prácticamente imposible la autodepuración de las altísimas cargas orgánicas que recibe. Sumado a lo anterior, la contaminación debida al material de todo tipo arrojado irresponsablemente por los habitantes aledaños al fondo de su cauce incrementa el riesgo de inundaciones en zonas de alto riesgo. En este tramo las aguas no poseen oxígeno.
En el Salto del Tequendama, abandona la sabana homónima y entra en la provincia del Tequendama. Igualmente en su parte baja recibe las aguas de varios ríos más limpios que, junto con un discurrir más rápido, diluyen paulatinamente el nivel de contaminación.
Aunque recibe la carga contaminante de los alcantarillados de los municipios de las provincias del Tequendama y el Alto Magdalena, en contraste con los municipios de Sabana Centro y Sabana Occidente (en la cuenca media), su contaminación baja.

### Escorrentía agrícola y contaminación aguas abajo
En las cuencas medias y bajas, la agricultura contribuye a la escorrentía de nutrientes, el transporte de sedimentos y la contaminación por plaguicidas. Estas sustancias pasan de los suelos a los arroyos y, finalmente, al río Magdalena, lo que afecta a la calidad del agua a escala regional. Esta conexión demuestra cómo las prácticas de uso de la tierra en las zonas altas repercuten en los ecosistemas costeros a cientos de kilómetros aguas abajo.
El río Bogotá es la principal fuente de contaminación del río Magdalena. Entre los metales tóxicos que lleva su cauce están el cadmio, cromo, mercurio, zinc, arsénico y plomo. El punto máximo de contaminación del río se encuentra en sectores de Bogotá donde el nivel de residuos sólidos puede alcanzar un nivel de 400 mg/L

## Esfuerzos para combatir la contaminación
Desde los años 1950 ya se planteaba la necesidad de tratar las aguas residuales. En 1994 el Distrito entregó en concesión la construcción, operación, mantenimiento y transferencia de la primera fase de la Planta de Tratamiento de Aguas Residuales (PTAR) Salitre hasta 2027 a la multinacional francesa Suez Lyonnaise des Eaux. La planta El Salitre inicio operación en septiembre de 2000, con una capacidad media de tratamiento de 4 m³/s y remociones de 40 % de DBO5 y 60 por ciento de sólidos suspendidos totales.
Se han construido una serie de plantas de tratamiento de aguas residuales en la cuenca alta del río, que opera la Corporación Autónoma Regional de Cundinamarca.
El costo total de la planta de Canoas para el saneamiento del río se estima en 1100 millones de dólares, y el costo de la primera fase para el cual el financiamiento ha sido asegurado en 2009 será de 363 millones de dólares. Se prevé que todas las obras deben estar en operación entre 2021 y 2025. El proyecto tiene tres fases:
1. Mejorar el tratamiento de aguas negras en pequeños municipios aledaños a la cuenca alta.
2. Mejorar la calidad de agua en el área metropolitana de Bogotá mientras se da la expansión de la planta de Salitre; la intercepción de las aguas negras del resto de la ciudad transfiriéndolo abajo de Bogotá; y el mejoramiento de la protección contra inundaciones.
3. Construir la planta de Canoas (14 m³/s). Dado los costos de la planta de Canoas, está previsto de incrementar los niveles de tratamiento gradualmente.[6]

En 2009 el Banco Mundial está preparando un proyecto de 446 millones de dólares para la infraestructura ambiental del Río Bogotá. Los objetivos preliminares del proyecto son:
- Cumplimiento de las normas de calidad en cuanto al agua del río.
- Manejo de avenidas en la ciudad de Bogotá.
- Creación y/o mejoramiento de parques y humedales en las bordas del Río Bogotá con ecosistemas acuáticos.[6]

## Aprovechamiento
Las aguas del río son aprovechadas para surtir acueductos, distritos de riego y generación eléctrica, aparte de la disposición de aguas residuales.

### Acueductos
La EAAB posee una bocatoma en el río a la altura de la vereda Tibito, en Tocancipá. El agua se potabiliza en la PTAP Tibitoc, y desde ahí se distribuye a usuarios en Chía y la zona occidental de Bogotá (Suba, Engativá, Fontibón, Kennedy, Bosa y Ciudad Bolívar) a través de la tubería matriz Tibitoc-Casablanca.

### Riego
El distrito de riego La Ramada, ubicado en el municipio de Funza toma sus aguas del río.

### Generación eléctrica
La empresa ENEL posee una planta termoeléctrica en la cuenca alta, y siete plantas de generación hidroeléctrica en la cuenca baja del río que se alimentan de sus aguas. En orden descendente son:

#### Cuenca alta
Zipaquirá
- Martín del Corral (Termozipa) - 236 MW

#### Cuenca baja
Soacha
- Charquito (Canoas) - 500 MW
- Salto I - 58.6 MW
- Salto II - 70 MW

San Antonio del Tequendama
- Laguneta-Limonar - 72 MW

El Colegio
- Darío Valencia - 300 MW
- Paraíso - 276 MW (se ubica lejos del río, pero se alimenta de sus aguas a través de tuberías)
- La Guaca - 324 MW

### Industria
Las aguas del río son utilizadas para refrigeración y usos industriales que no requieren agua potable en la zona de Chusacá.

### Transporte

#### Bogotá
Si bien no es un río caudaloso, existen embarcaderos para el transporte de pasajeros en lanchas.